# 15日
15日（じゅうごにち）は、暦上の各月における15日目である。
各月の15日については下記を参照。
- 1月15日 - 1月15日 (旧暦)
- 2月15日 - 2月15日 (旧暦)
- 3月15日 - 3月15日 (旧暦)
- 4月15日 - 4月15日 (旧暦)
- 5月15日 - 5月15日 (旧暦)
- 6月15日 - 6月15日 (旧暦)
- 7月15日 - 7月15日 (旧暦)
- 8月15日 - 8月15日 (旧暦)
- 9月15日 - 9月15日 (旧暦)
- 10月15日 - 10月15日 (旧暦)
- 11月15日 - 11月15日 (旧暦)
- 12月15日 - 12月15日 (旧暦)

## 記念日・年中行事
- 五十日（ 日本） ※5か0のつく日および月末
- 水天の縁日（ 日本）※1日・5日・15日
- 妙見の縁日（ 日本）※1日・15日
- お菓子の日（ 日本）
全国菓子工業組合連合会が1981年に制定。お菓子の神（菓祖神）を祀る和歌山県の橘本神社と兵庫県の中嶋神社の例祭が制定当時4月15日に行われていたことから。
- 中華の日（ 日本）
東京都中華料理環境衛生同業組合が制定。
- レンタルビデオの日（ 日本）
洋画ビデオ会社4社のグループが制定。
- いちごの日（ 日本）
「いち(1)ご(5)」の語呂合せ。

## 天文
東アジアでは伝統的に、満月は「十五夜」すなわち旧暦15日夜とされる。厳密には、満月の平均日時は16日朝6時ごろだが、「夜」を「日没後」と考えるなら、15日夜が16日夜より満月に近い。